# Carsten Høeg
Carsten Høeg (født 15. november 1896 i Aalborg, død 3. april 1961 i København) var en dansk lingvist, professor i klassisk filologi ved Københavns Universitet, modstandsmand under Danmarks besættelse og leder af centralkartoteket over landssvigere, der skulle arresteres ved Danmarks befrielse.
Høeg blev født i Aalborg som søn af havneingeniør Niels Høeg (død 1915) og hustru Bertha f. Schou. Han blev student fra Aalborg Katedralskole 1914, blev cand.mag. i klassisk filologi 1921 og dr.phil. 1925. Han blev professor i klassisk filologi ved Københavns Universitet i 1926 og var prorektor 1949-50.
I 1935 var han blevet efor for det lille Hassagers Kollegium på Frederiksberg, hvor han også boede i det tilhørende landsted. Høeg havde kontakt til modstandsbevægelsen, og Danmarks Frihedsråd besluttede på opfordring fra de allierede i september 1944 at nedsætte en gruppe til systematisk registrering af stikkere og kollaboratører. Målet var at forberede retsopgøret. Oprettelsen af Centralkartoteket blev ledet af professor Carsten Høeg, som blev udpeget til denne farlige opgave, og som til at hjælpe sig etablerede en kreds af unge studerende, bl.a. Jens Ege og Eli Fischer-Jørgensen, som siden har skrevet en bog om begivenhederne.
Han blev efter krigen den første efor for det nyoprettede 4. Maj Kollegiet på Frederiksberg, der netop kom til at ligge på Hassager Kollegiums store grund på grund af Carsten Høegs interesse og velvilje.
1937 blev han æresdoktor ved Athen Universitet (dr.phil.), i 1948 ligeledes ved University of Aberdeen (dr.jur.) og i 1950 fik han samme hæder ved Saloniki Universitet (dr.phil.).
Han var Kommandør af Dannebrogordenen, Dannebrogsmand og ridder af Æreslegionen, blev medlem af Videnskabernes Selskab 1941, af Vetenskaps-Societeten i Lund 1942, af Gøteborgs kgl. videnskabelige Akademi 1952, af British Academy 1953, af Det Norske Videnskaps-Akademi i Oslo 1955 og af Videnskabernes Selskab, Athen 1957. Han modtog Augustinus-prisen 1953, var formand for Danmarks internationale Studenterkomité 1946-48, præsident for International Federation for Classical Studies 1948-51, præsident for Union Académique Internationale 1953-55, medlem af bestyrelsen for Statens almindelige videnskabsfond 1952-55: formand for det humanistiske udvalg under ministeriet for Grønland 1955-56, præsident for Internationals Råd for humanistiske Videnskaber (CIPSH, Paris) fra 1955, præsident for international kongres for klassiske studier i København 1954 og medlem af den danske UNESCO-kommissions forretningsudvalg 1947-55.
Høeg blev gift 7. maj 1925 med Grethe f. Varming (f. 13. maj 1900 i København), datter af kgl. bygningsinspektør, arkitekt Kristoffer Varming og hustru Elisabeth f. Ruge.

## Publikationer
- Les Saracatsans I-II, 1925-26.
- En græsk Forretningsmand i 3. Aarh. f. Christi, 1927.
- Introduktion til Plautus, 1931.
- La notation ekphonétique, 1935.
- Nutidens Grækenland og Antikken, 1936.
- Udgiver af Hirmologium Athoum, 1938.
- Prophetologium (sammen med G. Zuntz), 1939 ff.
- The Hymns of the Hirmologium, I (sammen med A. Ayoutanti og M. Stohr), 1952.
- Græsk Musik, 1940.
- Introduktion til Cicero, 1942.
- Skrift og Bog i den klassiske Oldtid, 1942.
- Stat og Individ, 1942.
- Nationalitet og Kultur, 1943.
- Oversættelse af Ovids Fasti (sammen med Paul V. Rubow), 1945.
- "Gestapo", i: Frit Danmarks Hvidbog II, 1946.
- Fra en Ruslandsrejse (1949)
- The oldest Slavonic tradition of Byzantine music, 1953.
- Musik og digtning i byzantinsk kristendom (1955)
- Udgiver af Contacarium Asburnhamense (1956)

Hovedredaktør for den antikke del af Gyldendals Bibliotek 1928-30, medudgiver af den danske oversættelse af Platons Skrifter (1932-41), af En Cicero Antologi (sammen med Hartvig Frisch og Otto Foss, 1945), af Den hellige Antonius' Liv (1955), af Monumenta Musicae Byzantinae (1935 ff.) og af Studies and Documents (USA) samt udgiver af Papyri Graecae Haunienses (1942).